# Mademoiselle Saint-Val aînée
Pauline Alziari de Roquefort, dite Mademoiselle Saint-Val aînée, est une actrice française née en 1747 et morte le 12 juin 1830 dans l'ancien 2e arrondissement de Paris.

## Biographie
Elle débute à la Comédie-Française en 1766. 
Sociétaire de la Comédie-Française en 1767. 
Retraitée en 1779.

## Carrière à la Comédie-Française
(Source : Base La Grange et registres des feux, site de la Comédie-Française)
- 1766 : Ariane de Thomas Corneille : Ariane
- 1766 : Alzire de Voltaire : Alzire
- 1766 : Tancrède de Voltaire : Aménaïde
- 1767 : Le Comte d'Essex de Thomas Corneille : La duchesse
- 1767 : Sémiramis de Voltaire : Azéma
- 1767 : Athalie de Jean Racine : Salomith
- 1767 : Inès de Castro d'Antoine Houdar de La Motte : La reine
- 1768 : Amphitryon de Molière : Alcmène
- 1768 : Iphigénie de Jean Racine : Eriphile
- 1768 : Athalie de Jean Racine : Josabet
- 1768 : Mahomet de Voltaire : Palmire
- 1768 : Brutus de Voltaire : Tullie
- 1768 : Le Cid de Pierre Corneille : Chimène
- 1769 : Phèdre de Jean Racine : Phèdre
- 1769 : Polyeucte de Pierre Corneille : Pauline
- 1770 : Le Joueur de Jean-François Regnard : Mme Adam
- 1770 : Iphigénie de Jean Racine : Iphigénie
- 1771 : Rhadamiste et Zénobie de Prosper Jolyot de Crébillon : Zénobie
- 1771 : Nicomède de Pierre Corneille : Arsinoé
- 1771 : Horace de Pierre Corneille : Sabine
- 1771 : Inès de Castro d'Antoine Houdar de La Motte : Inès de Castro
- 1771 : Rodogune de Pierre Corneille : Rodogune
- 1772 : Roméo et Juliette de Jean-François Ducis d'après William Shakespeare : Juliette
- 1772 : Bajazet de Jean Racine : Atalide
- 1772 : Sertorius de Pierre Corneille : Aristie
- 1773 : Andromaque de Jean Racine : Andromaque
- 1773 : Héraclius de Pierre Corneille : Léontine
- 1773 : Gustave Wasa d'Alexis Piron : Léonor
- 1774 : Le Comte d'Essex de Thomas Corneille : Elizabeth
- 1774 : Sémiramis de Voltaire : Sémiramis
- 1774 : Adélaïde de Hongrie de Claude-Joseph Dorat : Argenice
- 1776 : Britannicus de Jean Racine : Agrippine
- 1776 : Athalie de Jean Racine : Athalie
- 1777 : Andromaque de Jean Racine : Hermione
- 1778 : Iphigénie de Jean Racine : Clytemnestre
- 1779 : Bajazet de Jean Racine : Roxane